# Georgi Maximowitsch Adelson-Welski

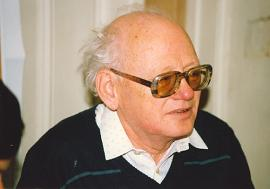
Adelson-Welski 1980 in Moskau

Georgi Maximowitsch Adelson-Welski (russisch Георгий Максимович Адельсон-Вельский; weitere gebräuchliche Transkription Adelson-Velsky und Adelson-Velski; * 8. Januar 1922 in Samara; † 26. April 2014 in Israel) war ein sowjetischer Mathematiker und Informatiker. 1949 wurde er bei Israel Gelfand an der Lomonossow-Universität Moskau promoviert. Er entwickelte im Institut für Theoretische und Experimentelle Physik das ITEP-Schachprogramm mit Alexander Brudnos Alpha-Beta-Such-Algorithmus. Zusammen mit Jewgeni Michailowitsch Landis entwickelte er 1962 die Datenstruktur des AVL-Baums in der Informatik. Er lebte zuletzt im israelischen Ashdod.